# العلاقات الآيسلندية الموزمبيقية
العلاقات الآيسلندية الموزمبيقية هي العلاقات الثنائية التي تجمع بين آيسلندا وموزمبيق.

## مقارنة بين البلدين
هذه مقارنة عامة ومرجعية للدولتين:
| وجه المقارنة                                              | آيسلندا          | موزمبيق          |
| --------------------------------------------------------- | ---------------- | ---------------- |
| المساحة (كم2)                                             | 103.00 ألف       | 801.59 ألف       |
| عدد السكان (نسمة)                                         | 317.35 ألف       | 29.67 مليون      |
| الكثافة السكانية (ن./كم²)                                 | 3.08             | 37.01            |
| العاصمة                                                   | ريكيافيك         | مابوتو           |
| اللغة الرسمية                                             | اللغة الآيسلندية | اللغة البرتغالية |
| العملة                                                    | كرونة آيسلندية   | متكال موزمبيقي   |
| الناتج المحلي الإجمالي (بليون دولار)                      | 23.91 مليار      | 12.33 مليار      |
| الناتج المحلي الإجمالي (تعادل القوة الشرائية) بليون دولار | 15.79 مليار      | 33.35 مليار      |
| الناتج المحلي الإجمالي الاسمي للفرد دولار أمريكي          | 50.17 ألف        | 529              |
| الناتج المحلي الإجمالي للفرد دولار أمريكي                 | 46.55 ألف        | 1.13 ألف         |
| مؤشر التنمية البشرية                                      | 0.899            | 0.416            |
| رمز المكالمات الدولي                                      | +354             | +258             |
| رمز الإنترنت                                              | .is              | .mz              |
| المنطقة الزمنية                                           | 00، أوروبا/لندن ‏ | ت ع م+02:00      |

## منظمات دولية مشتركة
يشترك البلدان في عضوية مجموعة من المنظمات الدولية، منها:
| علم المنظمة | اسم المنظمة                               | تاريخ انضمام آيسلندا | تاريخ انضمام موزمبيق |
| ----------- | ----------------------------------------- | -------------------- | -------------------- |
|             | الاتحاد البريدي العالمي                   | ?                    | ?                    |
|             | مؤسسة التنمية الدولية                     | 19 مايو 1961         | 24 سبتمبر 1984       |
|             | منظمة حظر الأسلحة الكيميائية              | ?                    | ?                    |
|             | منظمة التجارة العالمية                    | ?                    | ?                    |
|             | الأمم المتحدة                             | 19 نوفمبر 1946       | 16 سبتمبر 1975       |
|             | وكالة ضمان الاستثمار متعدد الأطراف        | 25 سبتمبر 1998       | 23 نوفمبر 1994       |
|             | منظمة الشرطة الجنائية الدولية             | ?                    | ?                    |
|             | مؤسسة التمويل الدولية                     | 20 يوليو 1956        | 24 سبتمبر 1984       |
|             | المنظمة الهيدروغرافية الدولية             | ?                    | ?                    |
|             | الاتحاد الدولي للاتصالات                  | 1 أكتوبر 1906        | 4 نوفمبر 1975        |
|             | البنك الدولي للإنشاء والتعمير             | 27 ديسمبر 1945       | 24 سبتمبر 1984       |
|             | المركز الدولي لتسوية المنازعات الاستشارية | 14 أكتوبر 1966       | 7 يوليو 1995         |
|             | يونسكو                                    | 8 يونيو 1964         | 11 أكتوبر 1976       |

## وصلات خارجية
- موقع وزارة الخارجية الآيسلندية
- موقع وزارة الخارجية الموزمبيقية